# Lac Cliff (Washington)
Pour les articles homonymes, voir Lac Cliff.
Le lac Cliff (en anglais : Cliff Lake) est un lac américain dans le comté de Lewis, dans l'État de Washington. Il est situé à 1 595 mètres d'altitude au sein de la Mount Rainier Wilderness, dans le parc national du mont Rainier.